# Krasnosel'skij (Mosca)
Il quartiere Krasnosel'skij (in russo Красносельский район?) è un quartiere di Mosca sito nel Distretto Centrale.
Prende il nome dal villaggio medievale di Krasnoe Selo (in russo Красное Село?, "bel villaggio"), sito a est dell'attuale collocazione della stazione ferroviaria Kazanskij, all'epoca separato da Mosca da una palude.
Nel XVII secolo l'esercito russo installò una fortificazione armata ad ovest della palude, che bruciò durante l'incendio di Mosca del 1812. Nel 1851 fu completata la prima linea ferroviaria tra Mosca e San Pietroburgo; la stazione capolinea, la Leningradskij, fu costruita sul sito precedentemente occupato dalla fortificazione. Nella zona vennero costruite altre stazioni di capolinea: la Jaroslavskij (1862, poi ricostruita nel 1900), la Kazanskij (1864, poi ricostruita nel 1910) e la Kurskij (1870). La palude viene prosciugata nel 1900. Ancora oggi oltre la metà del territorio del quartiere risulta occupato da stazioni, ferrovie e infrastrutture legate ad esse.
Nel 1935 il quartiere diventa capolinea della prima linea di metropolitana della Russia, con la stazione Komsomol'skaja.
Il quartiere ospita una via intitolata ad Andrej Sacharov.